# Ruth Rewald
Ruth Gustave Rewald (geb. 5. Juni 1906 in Deutsch-Wilmersdorf bei Berlin; gest. wahrscheinlich 1942 im KZ Auschwitz-Birkenau) war eine deutsche Kinder- und Jugendbuchautorin jüdischer Herkunft.

## Leben
Rewald wurde in der Wohnung ihrer Eltern, des Korrespondenten Artur Markus Rewald und der Rose Wilhelmine geb. Hirschfeld in der Nachodstraße 4 in Deutsch-Wilmersdorf geboren. Sie studierte zunächst in Berlin, später in Heidelberg Jura, brach das Studium jedoch ab. Daraufhin verfasste Rewald Kurzgeschichten, die in verschiedenen Zeitungen erschienen.
1929 heiratete sie den linken deutsch-jüdischen Rechtsanwalt Hans Schaul, nach 1933 Mitglied der KPD, mit der auch sie sympathisierte. Nach der Machtübernahme durch die NSDAP und ihre deutschnationalen Bündnispartner und einem Berufsverbot für ihren Mann flüchteten die beiden 1933 nach Paris. Dort arbeitete Rewald als Buchhändlerin der Buchhandlung Biblion in der Rue de Bréa und schrieb weiter an ihren Büchern. Im Frühjahr 1934 plante das Ehepaar, Frankreich zu verlassen. Hans wollte nach Palästina emigrieren, während Ruth später in die Vereinigten Staaten auswandern wollte. Der Plan wurde jedoch verworfen. Hans Schaul nahm auf der Seite der Republikaner im Tschapajew-Bataillon der XIII. Internationalen Brigade 1936/37 am Spanischen Bürgerkrieg teil. Ruth Rewald reiste in die Nähe von Madrid und blieb dort fünf Monate. Am 16. Mai 1937 kam ihre Tochter Anja zur Welt. Bereits ein halbes Jahr später nahm Rewald eine Beschäftigung im Kinderheim Ernst Thälmann der XI. Internationalen Brigade auf und kümmerte sich dort um Waisenkinder und Kriegsopfer. 1938 kehrte sie nach Frankreich zurück und schrieb dort ihr Buch Vier spanische Jungen, das auf ein Erlebnis ihres Manns zurückging: Vier spanische Jungen waren vor den Franquisten zum Tschapajew-Bataillon geflohen.
1940 floh Rewald mit ihrer Tochter vor den Nazis aus Paris in das Dorf Les Rosiers-sur-Loire, wo sie am 17. Juli 1942 von der Gestapo verhaftet und nach Auschwitz deportiert wurde. Das letzte Lebenszeichen ist eine Karte, die sie ihrem Mann schrieb. Schaul war zu diesem Zeitpunkt bereits in einem französischen Lager interniert. Die Karte trägt den Poststempel Angers/Maine-et-Loire, 18. VII. 1942. 1944 wurde auch Rewalds Tochter Anja deportiert und in Auschwitz vergast. Rewalds Ehemann Hans Schaul konnte durch Verbindungen zu Genossen der KPD aus dem Lager Djelfa (Algerien) in die Sowjetunion fliehen. Dort überlebte er den Holocaust. Er verstarb 1988 in Ost-Berlin.
Im Mai 1945 fanden Soldaten der Roten Armee im Reichssicherheitshauptamt in Berlin einen Karton mit persönlichen Dokumenten, Briefen und Manuskripten von Ruth Rewald. Der Nachlass wurde zunächst in die Sowjetunion gebracht und 1957 der zuständigen Stelle in der DDR übergeben. Die Schriftstücke sind im Bundesarchiv in Berlin-Lichterfelde (zuvor im Deutschen Zentralarchiv) archiviert. 
Ruth Rewald ist eine der drei Hauptfiguren in Robert Cohens Roman Exil der frechen Frauen.

## Werke (Auswahl)

### Romane
- 1932: Müllerstrasse. Jungens von heute. (Neuausgabe mit einem Nachwort von Dirk Krüger zu Leben und Werk Ruth Rewalds: Wedding-Bücher Bd. 9, Verlag Walter Frey, Berlin 2023, ISBN 978-3-946327-36-3)
- 1933: Achtung – Renate!
- 1934: Janko, der Junge aus Mexiko
- 1936: Tsao und Jing-Ling – Kinderleben in China
- 1938: Vier spanische Jungen (Erstveröffentlichung 1987, Röderberg-Verlag Köln, ISBN 3-87682-838-4)

Janko, der Junge aus Mexiko und Tsao und Jing-Ling erschienen 2002 zum sechzigsten Todestag von Ruth Rewald als Band 5 der Reihe „Jüdische Bibliothek“ im VWM Verlag Dr. Peter Wagener Mühltal mit einem Nachwort von Deborah Vietor-Engländer.

### Kurzgeschichten
- 1931: Rudi und sein Radio
- 1932: Der Roller
- 1933: Bittere oder süße Mandeln
- 1933: Wie Gerda zu ihrer Puppe kam